# Submarino (film)
Submarino är en dansk dramafilm från 2010 i regi av Thomas Vinterberg, med Jakob Cedergren och Peter Plaugborg i huvudrollerna. Den handlar om två bröder vars liv präglats av våld och drogberoende. Filmen bygger på Jonas T. Bengtssons roman Submarino från 2007. Filmen producerades genom Nimbus Film. Som ett krav från finansiären TV 2 var hälften av filmarbetarna debutanter, vilket regissören uppskattade eftersom det gav honom en upplevelse som påminde om då han gjorde sina första filmer.
Submarino hade premiär vid filmfestivalen i Berlin 2010. Den tilldelades Nordiska rådets filmpris 2010. Den fick positiva recensioner i Danmark och tilldelades fem Robert-priser.

## Medverkande
- Jakob Cedergren som Nick
- Peter Plaugborg som Nicks bror
- Patricia Schumann som Sofie
- Morten Rose som Ivan
- Gustav Fischer Kjærulff som Martin
- Henrik Strube som Jimmy Gule
- Helene Reingaard Neumann som Mona
- Sebastian Bull Sarning som unge Nick
- Mads Broe Andersen som unge Nicks bror

## Tillkomst
I juni 2008 tillkännagavs att Thomas Vinterberg skulle filmatisera Jonas T. Bengtssons roman som hade mottagits väl av danska kritiker året före. Submarino lanserades som en av fyra filmer på vilka Nimbus Film skulle spendera 1,5 miljoner danska kronor de tilldelats från EU:s MEDIA-program. Filmen gjordes utan stöd från Danska filminstitutet. Den fick istället offentligt stöd genom TV-kanalen TV 2, vars krav för att bidra med pengarna var att hälften av medarbetarna och skådespelarna skulle vara debutanter. Vinterberg tyckte att kravet hjälpte filmens strävan efter äkthet och liknade upplevelsen vid sina tidigaste verk: "Den där ivern, energin, helhjärtade hängivelsen från människor som påbörjar en yrkesbana var fantastisk. Jag hade saknat detta från när jag gjorde min examensfilm vid Den Danske Filmskole, före Dogme. Jag gillade det." Bland långfilmdebutanterna fanns fotografen Charlotte Bruus Christensen, manusförfattaren Tobias Lindholm och scenskådespelaren Peter Plaugborg som spelar Nicks bror. Budgeten motsvarade runt 1,8 miljoner euro.

## Mottagande
Ebbe Iversen gav Submarino betyget fyra av sex i Berlingske Tidende. Iversen skrev att Vinterberg har "format sin film som benhård socialrelism nästan totalt blottad för de glimtar av humor, som gör ett uselt liv lättare att utstå hos ledande socialrealister som Ken Loach och Mike Leigh. Submarino är hårdare och mer brutal, men bakom sin barska fasad buren av medkänsla med personerna, och den är först och främst skapad med en fullständigt skräckinjagande konsekvens, som man inte sett maken till hos Thomas Vinterberg sedan Festen. Peter Nielsen på Dagbladet Information ansåg att handlingen och ämnet på egen hand var starka nog för att utgöra en utmärkt film, och fortsatte: "men det, som lyfter Submarino till ett stort konstverk, är det symboliska förlösandet av det allvarliga stoffet. Man ser det i den rituella öppningsscenen, och man ser det flera gånger längs vägen i en stram symbolik, som ledsagar och underbygger berättelsen." Filmen sålde 46 000 biobiljetter i Danmark, vilket sågs som en besvikelse.
| Utdelare             | Kategori                 | Mottagare                                              | Utfall    |
| -------------------- | ------------------------ | ------------------------------------------------------ | --------- |
| Bodilpriset          | Bästa film               | Thomas Vinterberg                                      | Nominerad |
| Bodilpriset          | Bästa manliga huvudroll  | Jakob Cedergren                                        | Nominerad |
| Bodilpriset          | Bästa manliga huvudroll  | Peter Plauborg                                         | Nominerad |
| Bodilpriset          | Bästa manliga biroll     | Gustav Fischer Kjærulff                                | Nominerad |
| Bodilpriset          | Bästa kvinnliga biroll   | Patricia Schumann                                      | Vinnare   |
| European Film Awards | Bästa manliga huvudroll  | Jacob Cedergren                                        | Nominerad |
| Nordiska rådet       | Nordiska rådets filmpris | Thomas Vinterberg, Tobias Lindholm och Morten Kaufmann | Vinnare   |
| Robertpriset         | Årets danska spelfilm    | Morten Kaufmann och Thomas Vinterberg                  | Nominerad |
| Robertpriset         | Årets manliga huvudroll  | Jakob Cedergren                                        | Nominerad |
| Robertpriset         | Årets manliga biroll     | Gustav Fischer Kjærulff                                | Nominerad |
| Robertpriset         | Årets manliga biroll     | Peter Plaugborg                                        | Vinnare   |
| Robertpriset         | Årets kvinnliga biroll   | Patricia Schumann                                      | Nominerad |
| Robertpriset         | Årets regissör           | Thomas Vinterberg                                      | Nominerad |
| Robertpriset         | Årets manuskript         | Tobias Lindholm och Thomas Vinterberg                  | Nominerad |
| Robertpriset         | Årets fotograf           | Charlotte Bruus Christensen                            | Nominerad |
| Robertpriset         | Årets scenografi         | Torben Stig Nielsen                                    | Vinnare   |
| Robertpriset         | Årets kostym             | Margrethe Rasmussen                                    | Vinnare   |
| Robertpriset         | Årets smink              | Bjørg Serup                                            | Nominerad |
| Robertpriset         | Årets klippare           | Valdís Óskarsdóttir och Andri Steinn Guðmundsson       | Nominerad |
| Robertpriset         | Årets ljud               | Kristian Eidnes Andersen                               | Nominerad |
| Robertpriset         | Årets musik              | Thomas Blachman och Kristian Eidnes Andersen           | Vinnare   |
| Robertpriset         | Årets sång               | Agnes Obel för "Riverside"                             | Vinnare   |